# Payne-Gletscher
Der Payne-Gletscher ist ein Gletscher auf der Thurston-Insel vor der Eights-Küste des westantarktischen Ellsworthlands. Er fließt im Norden der Evans-Halbinsel zur Bellingshausen-See, die er östlich des Kap Walden erreicht.
Das Advisory Committee on Antarctic Names benannte ihn im Jahr 2003 nach J. B. Payne, Besatzungsmitglied von Flugzeugen bei der von der United States Navy durchgeführten Operation Highjump (1946–1947) zur Erstellung von Luftaufnahmen von der Thurston-Insel und der benachbarten Festlandküste.